# 후고 풍선 폭탄

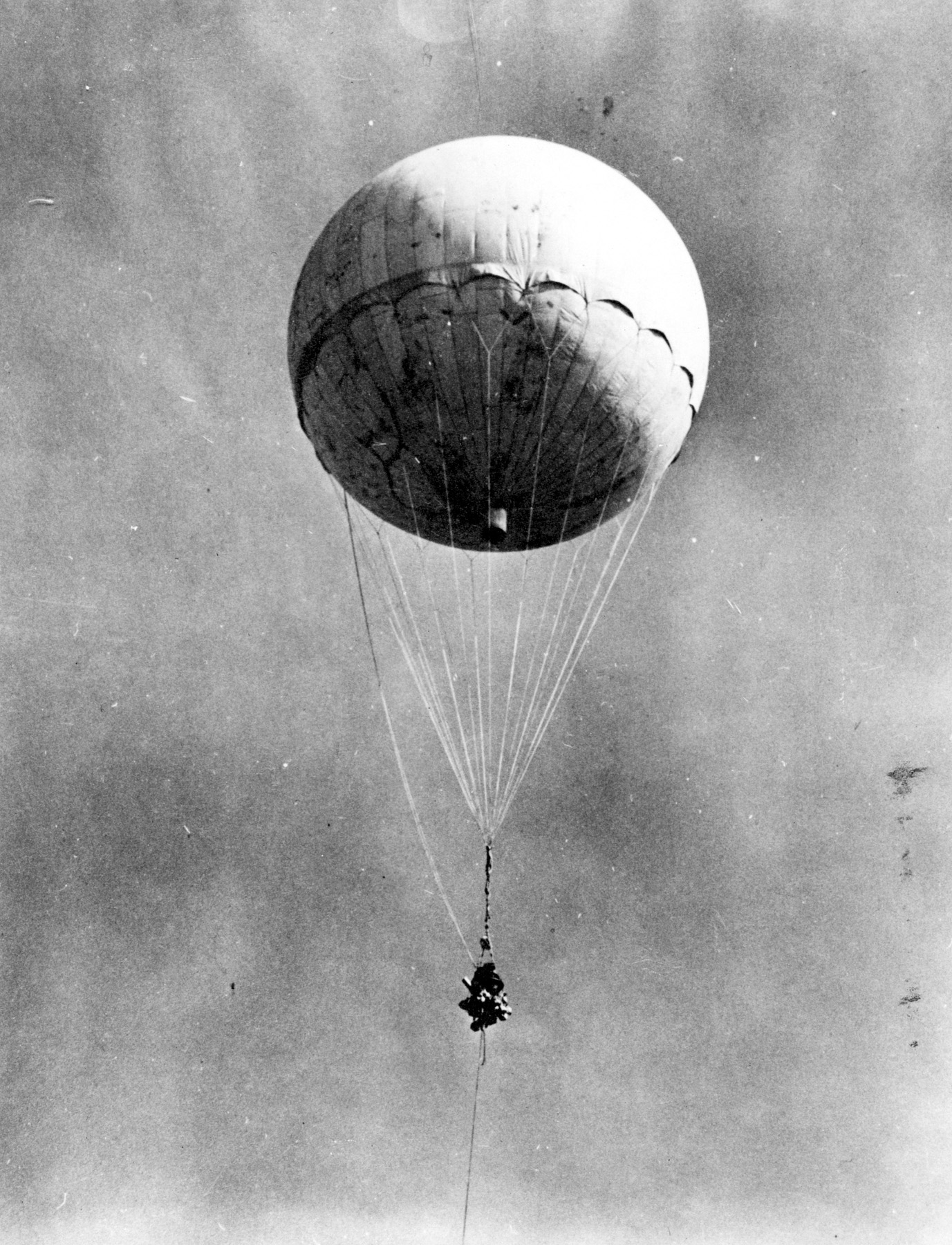
1945년 1월 캘리포니아주의 후고 풍선

후고 풍선 폭탄(兵器風船爆弾)은 일본이 제2차 세계대전 당시 미국에 대항하여 배치한 소이 풍선 폭탄이다. 이 풍선은 직경 33피트(10m)의 수소로 채워진 종이 풍선과 4개의 11파운드(5.0kg) 소이 장치 및 1개의 33파운드(15kg) 고폭 대인 폭탄으로 구성되었다. 통제되지 않은 풍선은 오늘날 제트류로 알려진 빠른 고고도 기류를 통해 태평양을 통해 일본에서 북미로 운반되었으며 고도를 유지하기 위해 정교한 모래주머니 밸러스트 시스템을 사용했다. 폭탄은 대규모 산불을 일으키고 공황을 확산시키려는 의도로 만들어졌다.
1944년 11월부터 1945년 4월 사이에 일본 제국 육군은 혼슈 해안 지역에서 약 9,300개의 풍선을 발사했으며, 그 중 약 300개가 미국, 캐나다, 멕시코에서 발견되거나 관찰되었다. 폭탄은 습한 계절 조건으로 인해 화재 시동 장치로서 효과적이지 않았으며 공격으로 인한 산불은 없었다. 미국 언론 검열 캠페인으로 인해 제국군은 공세 결과를 알지 못했다. 1945년 5월 5일, 오레곤주 블라이 근처에서 폭탄이 터져 6명의 민간인이 사망했으며, 이는 미국 본토에서 전쟁의 유일한 사망자가 되었다. 후고 풍선 폭탄은 대륙간 탄도 미사일보다 먼저 대륙간 사거리를 갖춘 최초의 무기 시스템이었다.